# Coordinateur d'intimité
Un coordinateur d'intimité est un membre d'une équipe de cinéma, de télévision, de théâtre ou de jeu vidéo, dont le rôle est d'assurer le bien-être des acteurs participant à des scènes de sexe ou d'intimité. Il travaille en étroite collaboration avec les réalisateurs et les chorégraphes pour aider à planifier des scènes intimes avec les acteurs et les autres membres de l'équipe. Le métier est majoritairement féminin.

## Historique et fonction
En juin 2017, quelques mois avant le début du mouvement #MeToo, le New York Times présente pour la première fois ce nouveau métier. Les coordinateurs d’intimité travaillent alors essentiellement dans le monde du théâtre, où ils participent à la chorégraphie des scènes dénudées,. À la suite du mouvement #MeToo et de l’affaire Harvey Weinstein à partir de 2017, la parole des actrices commence à se libérer dans l'industrie du spectacle. Des pratiques plus respectueuses sont mises en place, ce qui permet au métier de coordinateur d’intimité de se développer.
Le métier de coordinateur d’intimité permet d’examiner les motivations derrière chaque scène d’intimité, et encourage une réflexion sur ce que l'on souhaite véritablement exposer et pourquoi. Ce métier permet des discussions approfondies, et la réécriture de certaines scènes, ce qui conduit à des représentations plus variées de l’intimité.
Dans la série The Deuce de HBO, l'actrice Emily Meade joue le rôle d'une prostituée qui s'oriente vers l'industrie de la pornographie. Emily Meade demande, par l'intermédiaire du syndicat SAG-AFTRA, une coordinatrice d’intimité à partir de la saison 2 en 2017, pour préparer les scènes sexuelles : « Jouer chaque semaine une prostituée, une star du porno, en étant très peu préparée, était très anxiogène pour moi. J’avais besoin d’être protégée ». HBO, qui produit plusieurs séries basées sur ce type de scènes, accepte et met en place ce nouveau métier pour toutes ses productions. À la suite, Netflix et la BBC font de même,,. Ce métier est exercé majoritairement par des femmes.
Au début des années 2020, la pratique se répand pour les tournages de cinématiques de jeu vidéo. Les productions Immortality (2022) et Baldur's Gate III (2023), notamment, font appel à des coordinateurs lors du tournage en capture de mouvement.

## Implantation mondiale

### Espagne
Le Grand théâtre du Liceu de Barcelone engage, en 2023, la coordinatrice d'intimité Ita O'Brien pour monter l'opéra Antony and Cleopatra et superviser les scènes d'intimité entre les acteurs, une première en Espagne.

### États-Unis
Dans une dépêche AFP citée par Le Figaro, Claire Warden, coordinatrice d'intimité vivant à New York, estime, en 2022, que « soixante à quatre-vingt coordinatrices et coordinateurs travaillent aux États-Unis ». En 2024, le nombre de professionnels de ce secteur est estimé à plus de cent. 
Le syndicat SAG-AFTRA (Screen Actors Guild‐American Federation of Television and Radio Artists) organise les instituts de formation anglo-saxons sur la coordination d’intimité. SAG-AFTRA a fixé une rémunération quotidienne minimum de 1 500 dollars. En 2024, les coordinateurs d'intimité gagnent, en moyenne, de l'ordre de 60 000 à 90 000 dollars par an. Par ailleurs, lors du dernier contrat syndical, SAG-AFTRA a demandé aux productions un « effort de bonne foi » pour l'intervention de coordinateurs d’intimité quand nécessaire.

### France
En 2024, quatre coordinatrices d’intimité sont recensées en France, contre quatre-vingt aux États-Unis. L’activité reste donc faible, même si des productions américaines tournées en France, comme Emily in Paris, les font intervenir. La Commission Paritaire Nationale Emploi et Formation de l'Audiovisuel (CPNEF-AV) étudie la création d’une certification professionnelle et envisage de former six personnes par an dès janvier 2025. La coordination d’intimité est intégrée au plan de prévention des risques imposé par le CNC.
La rétribution journalière d’un coordinateur d’intimité, en 2023, est similaire au tarif d’un cascadeur ou d’un assistant réalisateur soit environ 450 à 650 euros brut.

### Italie
À partir de 2022, Netflix Italie met en place en interne une formation sur la coordination d’intimité.

### Nouvelle-Zélande
Jennifer Ward-Lealand, actrice et réalisatrice néo-zélandaise, a suivi une formation avec Intimacy on Set d'Ita O'Brien, et travaillé comme coordinatrice d’intimité dans le cinéma, au théâtre ou à l'opéra.

### Royaume-Uni
Ita O'Brien, une coordinatrice d'intimité britannique, a créé sa société Intimacy on Set en 2017 à la suite de l'affaire Weinstein. Sur les films où elle intervient, Ita O’Brien met en place une communication concernant les scènes sexuelles, qui permet d'obtenir l'accord et le consentement de chaque intervenant sur tous les gestes qui touchent le corps des partenaires. Les scènes sont clairement chorégraphiées avant le début du tournage. Tous les membres présents sur le plateau sont informés précisément de la teneur de ces scènes,.